# DikinBaus faszaládé
A DikinBaus faszaládé (eredeti címén: DikinBaus Hot Dogs) a South Park című amerikai animációs sorozat 324. része (a 26. évad 5. epizódja). Elsőként 2023. március 22-én sugározták az Egyesült Államokban a Comedy Central műsorán. Magyarországon szinkronosan 2023. június 12-én szintén a Comedy Central mutatta be.
Az epizódban Cartman elhatározza, hogy saját hot dogos vállalkozást indít, miután látja, hogy Butters mennyi pénzt keres azzal, hogy egy fagyisnál dolgozik. A cselekmény a fiatal munkavállalók igényeit figurázza ki, emellett azon ritka epizódok egyike, amelyben Kenny a kapucnija nélkül látható.

## Cselekmény
Butters megmutatja a többieknek, hogy mennyi pénzt kapott azért, mert részmunkaidős állásban egy fagylaltosnál dolgozik. Cartman izgalomba jön emiatt, a többiek viszont közlik vele, hogy neki ez úgyse jönne össze, mert még négy órát sem bírna ki munkával egyhuzamban. Elmegy Butters munkahelyére, hogy állást szerezzen magának, de a borzasztó munkamoráljával rövid úton ki is rúgatja magát. Végül arra jut, hogy minden a fagylaltos hibája, mert ő gazdagodik meg abból a pénzből, amit ők keresnek a munkájukból. Hirtelen elhatározással arra jut, hogy magánvállalkozást indít, mégpedig abban a régi hot dog standban, amelyben évek óta élnek. Beveszi maga mellé üzlettársnak Kennyt, Butterst pedig rászedi, hogy az eddig összegyűjtött keresményét fektesse be a standjukba.
Butters dühös, mert a munkálatok nagyon lassan haladnak és rengeteg pénzt emésztenek fel. Amit Cartman és Kenny csinálnak, az gyakorlatilag csak poénkodás a cég nevével (a DikinBaus a "dick and balls"-ra utaló szójáték), és a stand átalakítása mindenféle vidámparki játékkal. Végül Butters egyenlege a tudta nélkül nullára ürül. Mikor meglátja, hogy Cartmanék még egy alkalmazottat se voltak képesek felvenni, ő maga áll be dühödten dolgozni.
A hot dog stand nagy sikernek bizonyul, Butters pedig megkapja a részesedését a banktól. Mikor a bankár azt javasolja, hogy terjeszkedjen, Butters csak annyit mond, hogy ő igazából csak egy fagyisnál szeretne dolgozni, és inkább külföldi befektetőket keresne. A megegyezés sikerül, az új tulajdonosok pedig annyi pénzt adnak neki, amelyből Cartman anyja vissza tudja vásárolni a régi házukat, Cartman őszinte bánatára.

## Fordítás
- Ez a szócikk részben vagy egészben  a   DikinBaus Hot Dogs című angol Wikipédia-szócikk ezen változatának fordításán alapul.  Az eredeti cikk szerkesztőit annak laptörténete sorolja fel. Ez a jelzés csupán a megfogalmazás eredetét és a szerzői jogokat jelzi, nem szolgál a cikkben szereplő információk forrásmegjelöléseként.